# Мршуля, Ариан
Ариан Мршуля (хорв. Arian Mršulja; род. 11 февраля 1998, Риека) — хорватский футболист, защитник.

## Карьера
Начинал свою карьеру в низших лигах Италии. Затем Мршуля выступал в чемпионатах Мальты и Сербии. В начале 2021 года Мршуля перешел в латвийский клуб «Ноа Юрмала», однако в апреле он покинул его, не успев дебютировать за него. В конце июля хорват заключил контракт с российской командой ФНЛ «Нефтехимик» (Нижнекамск). Дебютировал 19 сентября в гостевом поединке с КАМАЗом (1:0).